# Історія туризму

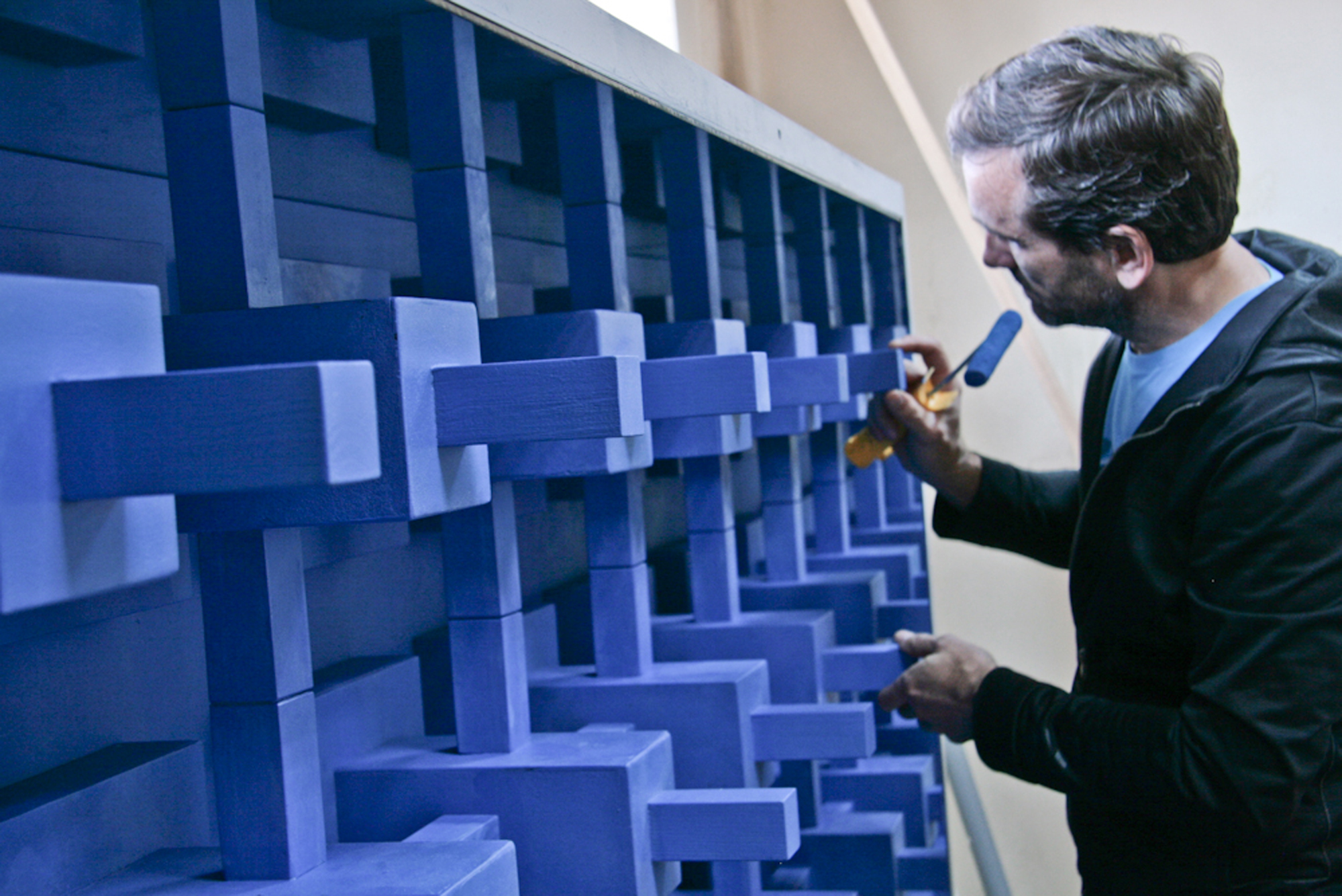
Галопом по-Європі

## Розвиток туризму у світі
Усезростаюча значущість туризму характерна для XX — початку XXI ст. Його роль зводиться не лише до впливу на економіку, а — чи не найголовніше — до усвідомлення необхідності розвитку зв'язків між народами різних країн світу та для взаємопізнання їхньої історії, культури, традицій. Туризм став послом дружби у міжнародних відносинах.
Сучасні туристичні потоки формуються під впливом чинників, що сягають історією давніх епох. Це пояснюється намаганням людини пізнати навколишній світ, встановити зі сусідніми народами торговельно-економічні, культурні й інші зв'язки. Перші ознаки туризму спостерігаються у глибокій давнині й тісно пов'язані з подорожуванням як головним засобом пізнання довкілля.
Упродовж багатьох віків населення було статичним. Воно здебільшого характеризувалося прив'язаністю до землі, сільського господарства. Минали століття, зростали потреби в нових для проживання територіях. Для їх пошуку цілі племена вирушали в світові мандри, зустрічаючи маловідомі народи, котрі відрізнялися мовою, культурою, традиціями. Дехто з мандрівників описували ці особливості, а матеріали потім використовували для посилення зв'язків між народами. З-поміж середньовічних мандрівників, які описували культуру і побут, наприклад, народів Сходу, вирізнявся відомий мореплавець, венеціанський купець XIII ст. Марко Поло. Зібрані ним матеріали слугували основою для складання географічних карт.
Кінець XV-друга половина XVII ст. — епоха Великих географічних відкриттів, що посприяло подальшому розвитку торгівлі й мореплавства. Централізовані монархії Європи споряджали експедиції для завоювання нових заморських територій. Усе це ознаменувало зростання рухливості населення світу. Отже, мандрівники упродовж багатьох століть вирушали в дорогу не задля отримання задоволення, а щоби досягти якоїсь мети. Подорожі задля задоволення стали лише тоді популярними, коли з'явились регулярні пасажирські перевезення, організоване харчування та засоби розміщення, дія подорожніх (XVII ст.), коли зникли елементи явного ризику і повсякденних перешкод, які віками були головною перешкодою на шляху подорожніх.
Після Першої промислової революції (наприкінці XVIII ст.), подорожі стали популярнішими, але переважно серед заможних верств населення. Однак зауважимо, що переміщення людей відбувалися постійно. Вони були пов'язані з війнами й іншими політичними подіями, з паломництвом до святих місць, пошуком роботи, навчанням. Однак обсяги цих подорожей були незначними.
Чотири основні стадії в історії розвитку туризму
1. Від найдавніших часів до кінця XVIII — початку XIX ст. Це стадія започаткування розвитку світового туризму.
2. Початок XIX ст. до кінця Першої світової війни — період становлення організованого туризму.
3. Від 1918 р. до кінця Другої світової війни — етап індустріалізації туризму.
4. З 1945 р. до наших днів. Пов'язана з масовим розвитком туризму та процесом глобалізації.

## Розвиток туризму в Україні
Туризм в Україні пройшов такі ж етапи розвитку що і в світі. Причому як пишуть В. Федорченко і Т. Дьорова, прототипом їх було мандрівництво.
Перший період розвитку туризму в Україні пов'язаний з мандрівництвом від найдавніших часів. Наприклад, Геро-дот, про якого ми вже згадували у четвертій частині 9-том-ної історії, описує Північнопричорноморські степи України, населені тоді скіфами: «їхня країна рівнинна і рясніє травою, і зрошується водою багатьох річок, яких стільки, скільки каналів у Єгипті. Я назову ті з них, які найбільш відомі і судноплавні від самих своїх джерел. Це Істр (Дунай), що має п'ять гирл, а потім Тірас (Дністер), Тіпаній (Південний Буг), Борисфен (Дніпро),.. Танаїс (Дон)». Про Дніпро історик написав: «Борисфен… вона найбільш корисна для людей не лише серед інших рік Скіфії, але і взагалі серед всіх інших, крім єгипетського Нілу, бо з ним не можна зрівняти жодну іншу ріку». Навколо Борисфена «Найкращі і найбільш поживні пасовища для худоби, і дуже багато в ньому риби, приємної на смак, і вода в ньому дуже чиста.., і ниви навколо нього чудові, а там, де не сіяно, виростає висока трава. А в його гирлі відкладається багато солі. І великі риби в ньому без колючок і кісток».
Цікаві спогади про південні території України залишили лікар, родоначальник медицини, Гіппократ (бл. 460—377 рр. до н. е.), астроном, математик і географ Птоломей, римський натураліст Пліній Старший (23-79 рр. н. е.) та ін.
У добу Середньовіччя витоки вітчизняного туризму найінтенсивніше виявилися за існування Київської Русі. Писемні джерела засвідчують, що Руська Земля була багатою державою: мала, як на цей період часу, розвинуте сільське господарство. Землеробство, садівництво, бджільництво, ремесло і промисли дивували іноземних гостей, котрі заїжджали на ці землі. Давньоруські ремісники досягли високої майстерності в ливарній справі, центрами яких були Київ, Львів, Володимир, Галич, Холм. Дотепер у кафедральному храмі Святого Юра у Львові зберігся дзвін-велет, вилитий місцевим майстром Яковом Скорою 1341 р. Поширеним на Русі-Україні було кування та карбування, кравецтво, обробка кістки та каменю. Успішно розвивались будівельна справа й архітектура.
Вагоме місце у житті й обороні краю посідали давньоруські міста, які здебільшого були не лише ремісничо-торговельними осередками, а й адміністративно-політичними центрами окремих земель. Саме до них належав Київ — столиця Русі-України. Літопис «Повість минулих літ» налічував в IX—X ст. 20 міст, у тому числі Чернігів, Переяслав, Любеч, Вишгород та ін. У X ст. літописці згадують 32 міста, в XI ст. — близько 60, а в XIII ст. їх уже налічувалося майже 300. У XII—XIII ст. великим містом вважався Галич — центр Галицько-Волинської держави.
У XIV—XV ст. (період урбанізації Європи) Київ мав провідне значення в господарському житті Центрально-Східної Європи. У цей час на західних землях зростає значення м. Львова як ремісничого, адміністративного й оборонного центру.
Упродовж XIV—XV ст. в Україні споруджено низку оборонних замків. Деякі з них збереглися дотепер. Замки переважно будували з дерева. Кам'яними були Кам'янець-Подільський, Хотинський, Меджибіський, Жванецький і замки Скали, Смотрича на Поділлі та Луцька на Волині.
Важливим джерелом пізнання нашого краю в епоху Середньовіччя стали описи подорожей арабських мандрівників територією України або здійснені описи наших територій з уст українських купців. Адже торгові зв'язки купців-русичів були інтенсивними з Хозарським Каганатом, Великим Булгаром, Середньою Азією, арабським Близьким Сходом та ін. Письмові джерела засвідчують, що руські купці в X—XII ст. жваво торгували з Чехією, Польщею, Придунайськими країнами, підтримували торговельні зв'язки з Німеччиною, Францією, Італією, Іспанією.
Про Русь-Україну залишилися літературні згадки чи описи арабських письменників VII-Х ст., зокрема письменника перського походження Ібн-Хордадбега («Книга шляхів для пізнання держав»), написана в 60-70 роках IX ст. Арабський мандрівник Аль-Масуді (20-50 роки X ст.) наводить докладні географічні й етнографічні відомості про слов'ян, котрі заселяли нинішні українські землі, причому констатує: одні з них були християнами, а інші поклонялися сонцю.
У розвідці Ібн-Даста «Книга добрих скарбів» (перша половина X ст.) згадується про традиційну українську гостинність, де шанують гостей і добре ставляться до чужинців, не дозволяючи нікому їх кривдити або утискати. Відома також праця арабського письменника Ібн-Хаукаля, який мандрував світом упродовж ЗО років, «Книга шляхів і держав» (70-ті роки Х ст.)17.
Єпископ Тітмар з Мерзебурга (978—1018 рр.) згадує про Київ — велике і багате місто, де налічувалося понад 400 церков і 8 ринків, а люду незчисленна сила. З-поміж середньовічних іноземних мандрівників, котрі подорожували і відвідували Україну (XIII ст.), були італієць Плано Карпіні та фламандець Віллена Рубрука. Подорожуючи до Орди, через п'ять років після навали Батия на землі Руси-України, Плано Карпіні пише: «…Пішли проти Русії і зробили велике винищення в землі Русії, зруйнували міста і фортеці і вбили людей, оточили Київ… і після довгої облоги вони взяли його і вбили мешканців міста; звідси, коли ми їхали крізь їхню землю, ми знаходили незліченні голови і кістки мертвих людей, які лежали в полі…» І на відміну від П. Карпіні, який проїхав усю територію нинішньої України зі заходу на схід, В. Рубрук перетнув лише Крим та Приазов'я. У 1253 р. він морем прибув до Криму й описує його так: «На морі від Керсона до гирла Танаїду знаходяться високі миси, а між Керсоною і Садайєю існує сорок замків майже кожний з них має свою мову; серед них було багато Готів…» В. Рубрук описує також великі солоні озера Криму, звідки сіль вивозили у всі кінці узбережжя Чорного моря.
Отже, як засвідчують згадані описи, в X—XIII ст. мандрівників приваблювали не лише центральні райони Київської Русі, а й південні — сучасна Степова Україна і, безумовно, колоритний Крим. Щоправда, в часи татарської навали (XIII ст.) територія України менше приваблювала мандрівників.
Значно частіше Україну відвідували європейські мандрівники, котрі подорожували зі Заходу та Півдня на Схід. У XV—XVI ст. Так, Жільбер де Лянуа, будучи послом Франції, Англії й Бургундії, 1421 р. побував у таких містах, як, Львів, Судова Вишня, Белз, Луцьк, Кам'янець-Подільський, згодом відвідав Малу Татарію (Степову Україну) і м. Кафу (Феодосію). Збереглися описи посла Венеціанської республіки А. Контаріні після його подорожі у 1437 р. Україною, Грузією, Московією. Географічне положення України добре описав відомий німецький дипломат 3. Герберштайн, «дорадник чотирьох цісарів».
Захопливий щоденник подорожі М. Литвина, литовського дипломата в Кримському Ханстві, який 1550 р. мандрував Україною. Не залишили поза увагою європейці й української вольниці — Запорозької Січі. її описав 1594 р. посол німецького імператора Е. Лясота.
Один із найдокладніших описів Козацької України є щоденник подорожі П. Алеппського, який подорожував нашими землями в 1654 і 1656 рр. Він змальовує нашу Батьківщину як «прекрасну країну, що повна мешканців і замків, як гранатне яблуко зерен». Зацікавленість Україною європейцями зростала. Це підтверджує «Опис України», здійснений французьким інженером Гійомом де Бопланом (середина XVII ст.), який перебував на військовій службі в польського короля. Він детально розповів про побут і звичаї українців, а карта тодішньої України, створена ним, стала неоціненним джерелом і для сучасних історико-краєзнавчих досліджень. Ще один француз Ж. Шарден у другій половині XVII ст. здійснив три подорожі до країн Сходу. Його записи, пізнавальні малюнки пізніше ввійшли до тематичного туристичного атласу. Територія України, частково відображена на «Карті узбережжя Чорного та Азовського морів», виконана особисто Ж. Шарденом 1672 р. Матеріали його подорожей видані у вигляді гравюр і вміщені в атласі. Зауважимо, що саме таким способом відтворено гравюру А. Гогенберґа, виконану за рисунком А. Пассароті, де зображено панораму Львова, призначену для атласу «Опис відомих міст світу» (Кельн, 1618 р.).
З-поміж цікавих записів про Україну варто згадати німецького мандрівника Ульріха фон Вердума, який подорожував українськими землями у 70-х роках XVII ст. Його «Щоденник» містить цікаві відомості про Волинь і Поділля.
Важливою складовою туристичної сфери е готельне господарство, тому доцільно простежити історію його розвитку в Україні. Праобразом перших готелів на Русі-Україні були заїзні двори, розташовані на відстані кінного переходу один від одного. У великих містах будували гостинні двори, які, окрім об'єктів розміщення та харчування, мали крамниці, склади. Такі споруди з XV ст. створювали при поштових станціях, а також на торговельних шляхах, котрими проходили купецькі каравани з Польщі, Кримського Ханства, Туреччини, Молдови, Греції, Угорщини та країн Західної Європи.
Другий період розвитку туризму в світі, пов'язаний із розвитком індустріального суспільства, сприяв перетворенню стихійного мандрівництва на організований туризм. Специфікою України було те, що вона, як і в попередні чотири століття, залежала від геополітичних сусідів: на початку XIX ст. — від двох великих імперських держав — Росії й Австрії. Тому характер туризму в цей період дуже нагадував процеси, що відбувалися в Російській імперії загалом: поступово розвивалися транспортна інфраструктура, музейна справа, споруджувалися готелі. На межі XIX—XX ст. прогресувало краєзнавство. Основною причиною такого поступу став загальноєвропейський процес науково-технічного прогресу та прискорений на його базі соціально-економічний розвиток України.
Вигідне географічне положення, значна історико-архітектурна спадщина та високий адміністративний статус Києва у XIX ст. сприяли перетворенню його на вагомий туристичний центр Європи, хоча для цього, як зазначають Л. Устименко й І. Афанасьєв, не вистачало готелів, закладів харчування та розваг для туристів. Транспортна інфраструктура тільки почала набувати сил. Регулярні залізничні рейси Києва зі зовнішнім світом встановилися в 1889 р.20
Першим великим готелем Києва того періоду дослідники вважають «Зелену гостиницю». Готель збудований у 1803—1805 рр. Він належав Лаврі. На межі XIX—XX ст. Київ уже мав стільки місць у готелях, що їх цілком вистачало для заможних туристів.
У третій міжвоєнний період розвитку туризму в Україні туристично-краєзнавча робота на західноукраїнських землях, завойованих тоді Польщею, швидко відновилася. У 1921 р. професор І. Крип'якевич заснував «Кружок любителів Львова». За його допомогою організовували перші науково-пізнавальні мандрівки Львовом та його околицями. У 1922 р. відновило роботу туристичне товариство «Чорногора», яке продовжило використовувати туристичне краєзнавство для національно-патріотичного виховання української молоді.
У міжвоєнний період успішно розвивався випуск туристично-краєзнавчої літератури. З 1925 р. за редакцією відомого історика І. Крип'якевича виходив у світ часопис «Туристичне краєзнавство». У цьому ж році у Львові побачив світ «Провідник по Карпатах» із ілюстраціями, картами, пропонованими туристичними маршрутами. У 1939 р. відбувся перший на теренах України туристичний салон-виставка «Куди їхати на дозвілля».

## Туризм у світі

### Статистика туризму за кордоном
| № | Країна    | в 2012 р.тис.чол. | в 2013 р.тис.чол. |
| - | --------- | ----------------- | ----------------- |
| 1 | Туреччина | 2368              | 2682              |
| 2 | Єгипет    | 2198              | 1453              |
| 3 | Китай     | 1440              | 1502              |
| 4 | Таїланд   | 264               | 780               |
| 5 | Іспанія   | 411               | 645               |
| 6 | Італія    | 471               | 702               |